# Корам, Томас

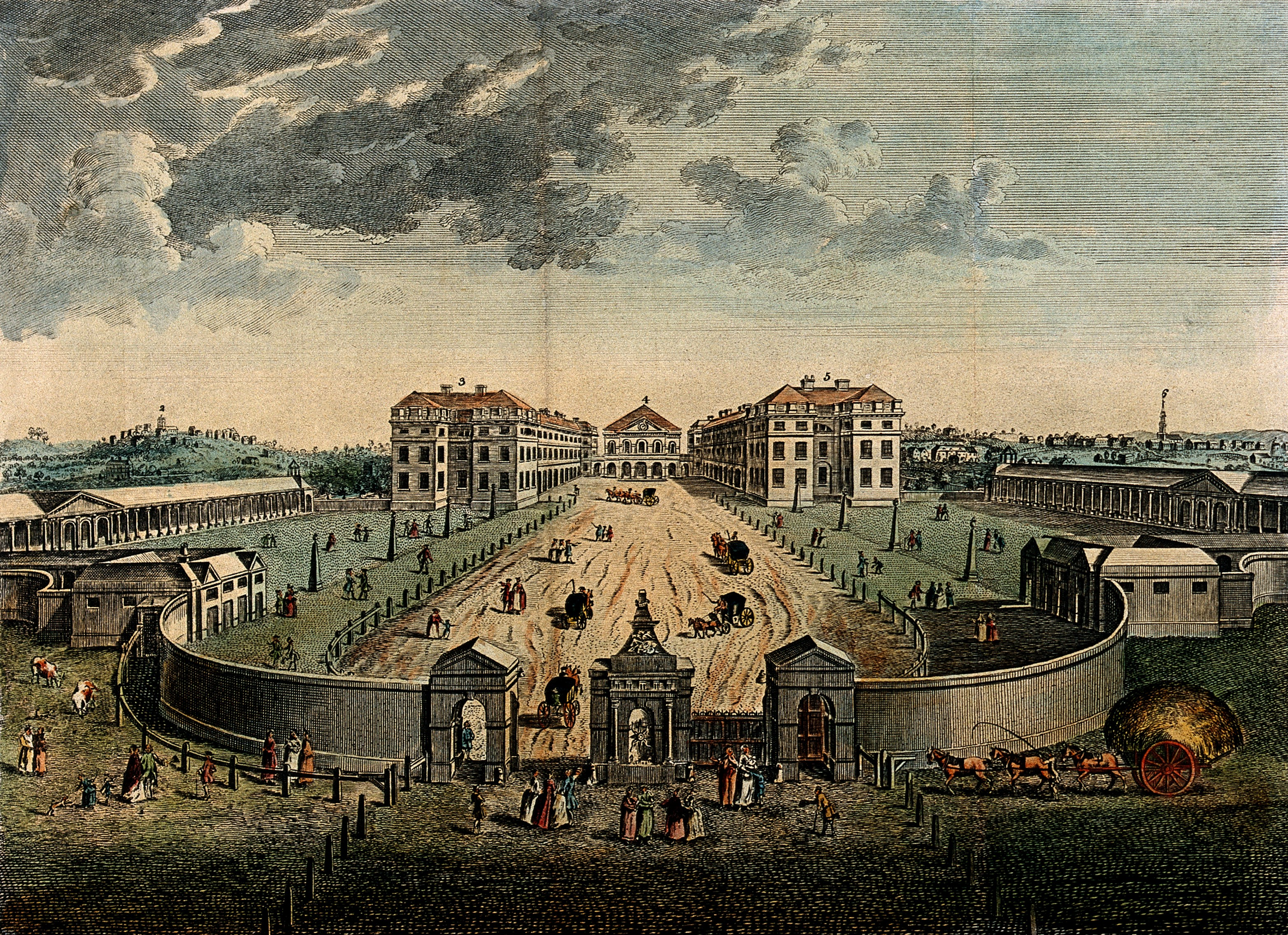
Больница для подкидышей на гравюре 1753 г.

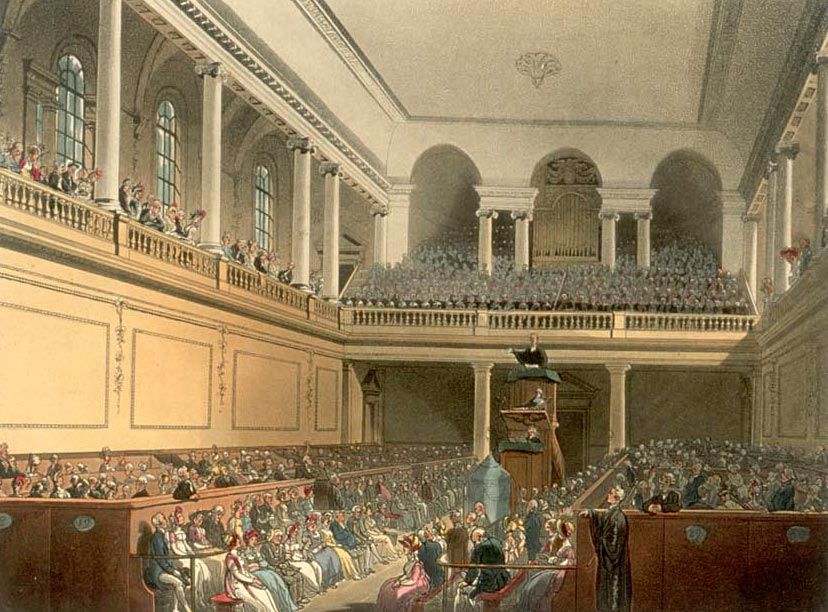
Часовня Больницы для подкидышей

Томас Корам (англ. Thomas Coram; около 1668, Лайм-Риджис, Дорсет, Англия — 29 марта 1751, Лондон) — британский филантроп, капитан судна, основатель лондонской больницы (приюта) для подкидышей в Блумсбери, первой в мире благотворительной организации.

## Биография
С 11-летнего возраста служил во флоте, поэтому должного образования не получил. Со временем стал капитаном судна. В 1694—1705 годах основал верфь и управлял ею в Тонтоне штат Массачусетс. В 1720 году вернулся в Великобританию из Америки, был бизнесменом. В 1735 году финансировал создание поселения для безработных мастеров в Новой Шотландии (Канада).

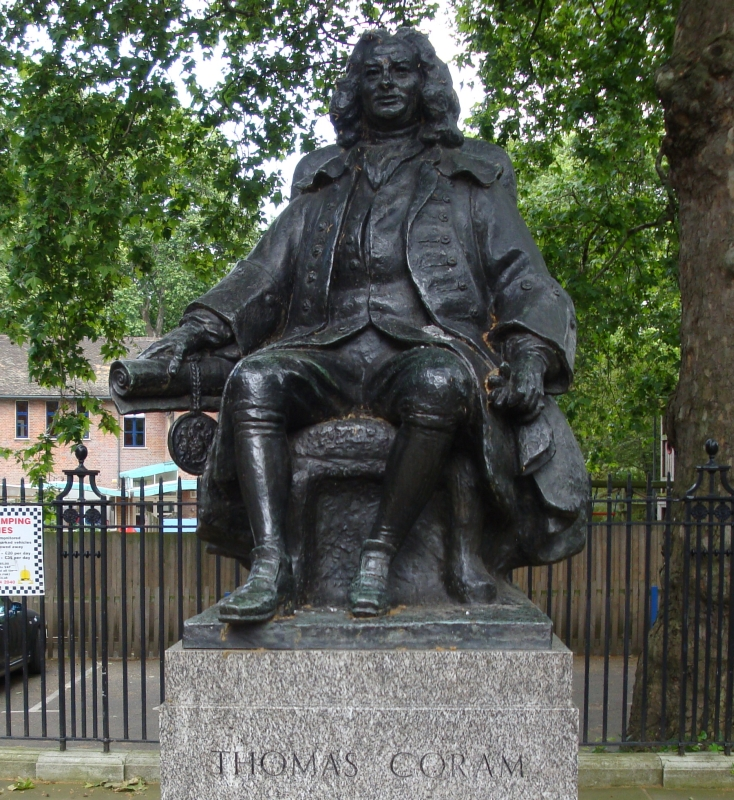
Памятник Т. Кораму в парке Thomas Coram-Brunswick Square в Лондоне

Уже в 1720 году Т. Корам обратил внимание на то, что в Лондоне очень много детей-сирот, за содержанием которых никто не нёс ответственности. Он был убеждён, что подаяние не помогает бедным, а, наоборот, ведёт их к ещё большей бедности. Корам утверждал, что бедные дети также нуждаются в образовании, особенно девочки, которые, если они станут матерями, будут образцами для подражания для своих собственных детей: «дать девочкам хорошее [sic] образование — огромное преимущество для их потомков, а также для общества».
Т. Корам задумал решить эту проблему и создать приют, после чего начал кампанию за то, чтобы королевская хартия стала основой для первой больницей (приютом) для подкидышей. Привлёк к инициативе многих видных сторонников своего дела, в том числе 17 герцогов, 29 графов, 6 виконтов, 20 баронов, 20 баронетов , 7 тайных советников, лорд-мэров и 8 олдерменов. Борьба за поддержку со стороны короля длилась почти 20 лет — только в октябре 1739 года король Великобритании Георг II подписал устав больницы «для содержания и обучения брошенных маленьких детей» .
В состав учредителей и совета директоров компании входили известные люди того времени, в том числе Чарльз Спенсер, 3-й герцог Мальборо, Фрэнсис Годольфин, 2-й граф Годольфин, композитор Георг Фридрих Гендель и художник Уильям Хогарт и другие.
В мае 1749 года композитор Гендель дал благотворительный концерт в часовне Больницы для подкидышей, для сбора средств, исполнив специально созданную им хоровую пьесу «Гимн для подкидышей». В 1774 году композиторы Чарлз Бёрни и Феличе Джардини предприняли безуспешную попытку создать при приюте государственную музыкальную школу.
Забота о детях в приюте была образцовой для того времени, однако около половины принятых детей умерло в первые пятнадцать лет после основания учреждения. Для сравнения, уровень младенческой смертности от в обычных семьях бедняков и в работных домах составлял почти 99 %. Хотя парламент постановил, что все младенцы, поступающие в учреждение, должны быть приняты под опеку, в результате чего больница для подкидышей была переполнена маленькими детьми, количество смертей резко возросло: из примерно 15 000 детей более 10 000 умерли за три года.
В 1920-х годах больница была переведена из Лондона в более здоровое место в сельской местности.
Позже учреждение стало «Детским фондом Томаса Корама», а художественные ценности фонда можно ныне увидеть в «Музее подкидышей».